# 감바의 대모험
《감바의 대모험》(일본어: Gamba: Gamba to Nakama-tachi ガンバと仲間たち, 영어: Gamba)는 2015년 공개된 일본의 애니메이션 영화이다. 아라드 프로덕션스, 시로구미, 토에이 애니메이션이 제작하였다. 카와무라 토모히로와 코모리 요시히로가 감독을 맡았으며, 코사와 료타가 각본을 썼다.
2015년 10월 10일 일본에서 개봉되었으며, 2016년 11월 10일에 대한민국에서 개봉되었다.

## 줄거리
‘감바’와 ‘만푸쿠’는 바다를 보기 위해 나선 항구에서 하얀 악마 ‘노로이’에게 위협받고 있는 ‘추타’를 만나게 된다. 가족을 구하기 위해 달려온 ‘추타’는 모두에게 도움을 요청하지만 ‘노로이’가 무서워 모두 외면한다. 그때 ‘감바’가 용기를 내어 나서고, 이에 친구들도 용기를 내기 시작한다.

## 성우진
- 카지 유우키 : 감바 역
- 칸다 사야카 : 쇼지 역
- 타카기 와타루 : 만푸쿠 역
- 오오츠카 아키오 : 요이쇼 역
- 이케다 슈이치 : 가큐샤 역
- 타카토 야스히로 : 보보 역
- 후지와라 케이지 : 이카사마 역
- 야지마 아키코 : 추타 역